# Welshpool Town
 Welshpool Town  ist ein walisischer Fußballverein aus Welshpool, dessen erste Mannschaft momentan in der dritthöchsten walisischen Spielklasse, der Mid Wales Football League Division One, spielt.
Der Verein wurde 1878 gegründet und trägt seine Heimspiele im 2.000 Zuschauer fassenden Maes y Dre Recreation Ground aus. Das Stadion verfügt über 257 Sitzplätze.

## Geschichte
Welshpool Town war 1990 eines der Gründungsmitglieder der Cymru Alliance, der zweithöchsten Spielklasse von Wales. 1996 gelang als Zweitplatzierter der Aufstieg in League of Wales, da der Meister Oswestry Town nicht aufstiegsberechtigt war. 1998 stieg man als Vorletzter wieder aus der League of Wales ab und spielte bis 2002 erneut in der Cymru Alliance.
In der Saison 2001/02 gelang der Wiederaufstieg in die höchste Spielklasse, am Ende der Saison 2002/03 stand man jedoch erneut auf dem vorletzten Tabellenplatz was eigentlich den sofortigen Wiederabstieg bedeutet hätte. Der Verein legte jedoch erfolgreich Protest gegen den Abstieg ein, da dem Aufsteiger Neath AFC die Lizenz verweigert wurde, da deren Stadion nicht den Mindestkriterien erfüllte. Nachdem der Verein noch mehrere Jahre in der höchsten Spielklasse aktiv gewesen war, stieg er nach der Saison 2009/10 nach einer Reduzierung der Liga in die Cymru Alliance ab. Dort folgte ein weiterer Abstieg im folgenden Jahr in die drittklassige Mid Wales Football League Division One. In der Saison 2011/12 belegte man auch dort den letzten Tabellenplatz, verblieb aber in der Liga, da es keine Aufsteiger aus der darunterliegenden Division Two gab.